# Cirrhilabrus briangreenei
Cirrhilabrus briangreenei — вид окунеподібних риб родини губаневих (Labridae). Описаний у 2020 році.

## Назва
Вид названо на честь Браяна Гріна, який, крім збирання типових зразків, зробив великий внесок у вивчення біорізноманіття коралово-рифових біотопів.

## Поширення
Вид поширений на коралових рифах поблизу острова Верде на Філіппінах. Трапляється на глибині 80-110 м.